# Célio Silva
Vagno Célio do Nascimento Silva, detto Célio Silva (Miracema, 20 maggio 1968), è un ex calciatore brasiliano, di ruolo difensore.

## Caratteristiche tecniche
Giocava come difensore centrale. È stato soprannominato O Canhão do Brasileirão (Cannone del campionato brasiliano) per la grande potenza del suo tiro (uno dei suoi tiri durante un test organizzato da Globo Esporte è stato misurato a 136 km/h).

## Carriera

### Club
Iniziò la carriera nel 1987 con la maglia dell'Americano Futebol Clube, dal quale si trasferì in seguito al Vasco da Gama, con cui rimase fino al 1990 vincendo un Campeonato Carioca. Nel 1991 passò poi all'Internacional, dove giocò fino al 1993 vincendo due campionati statali consecutivi e una Coppa del Brasile, nel 1992. Si trasferì per la prima volta in Europa, al Caen, in Francia, dove giocò una sola stagione. Tornò in patria per giocare con il Corinthians, squadra con la quale ottenne diversi successi, anche in campo internazionale, come nel 1996 con la vittoria del Trofeo Ramón de Carranza. Nel 1998, poco dopo la vittoria in Coppa America, passò al Goiás, squadra nella quale giocò 20 partite durante il Campeonato Brasileiro Série A 1998; nel 1999 passò al Flamengo, giocando solo 8 partite. Si ritirò nel 2003 con la maglia del Marcílio Dias, dopo una non fortunatissima esperienza in Cile.
Ha all'attivo 156 presenze nel campionato brasiliano.

### Nazionale
Con la Nazionale brasiliana giocò 11 partite dal 1992 al 1997, venendo incluso nella rosa dei convocati per la Copa América 1997.

## Palmarès

### Club

#### Competizioni statali
- Campeonato Carioca: 2

Vasco da Gama: 1991
Flamengo: 1999
- Campeonato Gaúcho: 2

Internacional: 1991, 1992
- Campeonato Paulista: 2

Corinthians: 1995, 1997
- Campeonato Mineiro: 1

Atlético-MG: 2000

#### Competizioni nazionali
- Campionato brasiliano: 1

Vasco da Gama: 1989
- Coppa del Brasile: 2

Internacional: 1992
Corinthians: 1995
- Campionato cileno: 1

Universidad Católica: 2002

#### Competizioni internazionali
- Coppa Mercosur: 1

Flamengo: 1999

### Nazionale
- Coppa America: 1

Bolivia 1997